# Slaveika Ruzhinska
Slaveika Ruzhinska Nikolova –en búlgaro, Славейка Ружинска Николова– (Kubrat, 30 de enero de 1983) es una deportista búlgara que compitió en halterofilia.
Ganó una medalla de plata en el Campeonato Mundial de Halterofilia de 2003 y una medalla de bronce en el Campeonato Europeo de Halterofilia de 2008. Participó en los Juegos Olímpicos de Atenas 2004, ocupando el cuarto lugar en la categoría de 69 kg.

## Palmarés internacional
| Campeonato Mundial | Campeonato Mundial          | Campeonato Mundial | Campeonato Mundial |
| Año                | Lugar                       | Medalla            | Categoría          |
| ------------------ | --------------------------- | ------------------ | ------------------ |
| 2003               | Vancouver (Canadá)          | Medalla de plata   | 75 kg              |
| Campeonato Europeo |                             |                    |                    |
| Año                | Lugar                       | Medalla            | Categoría          |
| 2008               | Lignano Sabbiadoro (Italia) | Medalla de bronce  | 69 kg              |